# Roberto Carlos (football)
Pour les articles homonymes, voir Roberto Carlos, Carlos, Roberto Silva (homonymie) et Silva.
Roberto Carlos da Silva Rocha dit Roberto Carlos, né le 10 avril 1973 à Garça (São Paulo, Brésil), est un footballeur international et entraîneur brésilien.
Défenseur particulièrement offensif, il est notamment connu pour la puissance de ses frappes et sa vitesse de pointe. En 1997, il est deuxième au classement du meilleur footballeur de l'année FIFA, une performance rare pour un défenseur, et de la même manière il termine deuxième au Ballon d'Or 2002 derrière son compatriote et ami Ronaldo. Il apparaît en 2002 dans la FIFA World Cup Dream Team et en 2004 dans la liste FIFA 100 de Pelé, désignant les meilleurs joueurs de football vivants.
Roberto Carlos évolue en sélection brésilienne dès 1992. Il dispute trois Coupes du monde en 1998, en 2002 et en 2006. Il est finaliste en 1998 et vainqueur en 2002, deux éditions dont il est élu meilleur arrière gauche. Il remporte également les Copa América en 1997 et 1999 ainsi que la Coupe des Confédérations en1997 et 2005.
En club, sa carrière est dominée par ses onze saisons au Real Madrid, où il arrive en 1996. Il y dispute 527 matchs et marque 69 buts toutes compétitions confondues, remporte quatre fois le championnat et trois fois la Ligue des champions.
En août 2012, il annonce à 39 ans sa retraite sportive. Un an plus tard, il est nommé entraîneur de Sivasspor, en Turquie, d'où il démissionne après une saison et demie après des résultats décevants. En juin 2015 à 42 ans, il est nommé entraîneur-joueur du club indien de Delhi Dynamos (devenu Odisha FC en 2019), en Indian Super League. Puis en avril 2016, il annonce prendre sa retraite sportive pour rester seulement entraîneur.

## Biographie

### Enfance et formation
Roberto Carlos est issu d'une famille pauvre. Originaire de Los Caños de Meca, un quartier de São Paulo, le jeune Roberto intègre l'équipe première d'União São João dès l'âge de 14 ans, débute sous le maillot auriverde avec les moins de 16 ans.

### Révélation à Palmeiras et départ pour Milan (1993-1996)
À 18 ans s'impose dans l'équipe de Palmeiras tout en savourant sa première sélection avec la grande Seleçao.
Il se distingua très vite par ses montées ravageuses sur son couloir gauche, laissant toutefois de nombreuses brèches en défense. Ce ne fut pas sans attirer la convoitise des grands d'Europe.
En 1995, il franchit l'Atlantique et se retrouve dans le championnat italien, à l'Inter Milan. L'Europe découvre alors le phénomène Roberto Carlos. Sa vision de jeu, qualifiée d'ultra-offensive en tant qu'arrière gauche, paraît incompatible avec les plans de l'entraîneur. Malgré une saison pleine et agrémentée de 5 buts en championnat, l'Internazionale décide de vendre le joueur et le Real Madrid saisit l'occasion. En effet son ancien entraîneur, Roy Hodgson, jugeait que Roberto Carlos lâchait un peu trop sa défense.

### Galactique du Real Madrid (1996-2007)
Un an plus tard, il incorpore l'effectif du Real Madrid, où il explose véritablement sur le plan mondial, devenant l'un des meilleurs défenseurs du championnat d'Espagne. Il est très connu pour ses montées rapides, comme en finale de la Ligue des champions 2002 face au Bayer Leverkusen, où il adresse un centre conclu par un superbe but de Zinédine Zidane. Les dirigeants madrilènes achèteront d'ailleurs des joueurs plus défensifs (Helguera, Makelele) pour se charger de compenser ses montées. Sa marque de fabrique est sans aucun doute sa frappe de balle surpuissante, grâce à laquelle il a marqué des buts mémorables, tant avec le Real qu'avec la Seleçao.
Sa trajectoire au Real est impressionnante. Dès sa première saison, il s'impose comme l'un des piliers de la défense madrilène. Il est alors considéré comme l'un des meilleurs défenseurs au monde, réputation qu'il confirmera avec la Seleçao. Autant au Real Madrid qu’en sélection brésilienne, il s’est affirmé comme l'un des meilleurs latéraux gauche du monde. En onze ans passés au Real, il a été exemplaire : quasiment jamais blessé, toujours titulaire, en excellente forme, il a marqué les esprits des supporters.
En dix ans de présence au sein du club merengue, l'infatigable Roberto Carlos va empiler 47 buts en Liga et 16 en Ligue des champions, dont de nombreux coups francs. Il y a surtout étoffé son palmarès avec, entre autres : trois C1 et autant de titres de Champion d’Espagne.
Les années de présidence Florentino Pérez semblent avoir quelque peu terni sa bonne humeur légendaire au sein d'un vestiaire où Espagnols et Brésiliens se déchirent dans une mauvaise ambiance. Mais à 33 ans, celui dont la famille a adopté l’Espagne aimerait surtout que le Real se remette sur de bons rails pour terminer sa carrière en beauté, alors qu’il a battu en janvier 2007 le record de matches en Liga pour un étranger détenu par Alfredo Di Stéfano.
Malgré tout, à la suite sans doute de son erreur monumentale lors du match face au Bayern Munich le 7 mars 2007 (contrôle manqué sur une passe peu appuyée, qui provoqua un contre immédiat du Bayern, qui s'acheva par un but de Roy Makaay, alors que le match avait commencé depuis seulement 10 secondes), Roberto Carlos décide de ne pas donner suite à son contrat au Real. Ainsi, à la fin de la saison 2006-2007, c'est-à-dire le 17 juin en Espagne, l'arrière-gauche s'engage avec le club turc de Fenerbahçe.
Avec 527 matchs officiels (pour 68 buts marqués) avec le Real Madrid, il est le joueur étranger ayant le plus honoré le maillot de l'équipe madrilène.
En avril 2008, il est, à la suite d'un sondage fait sur le site officiel du Real Madrid, élu 4e meilleur joueur de l'histoire du Real Madrid par les supporters du club merengue, derrière entre autres Zinédine Zidane et Raúl.
Lors d'un match de coupe du Roi, le 21 février 1998, à la suite d'une action repoussée par les joueurs de Tenerife, un madrilène parvient tout de même, au gré d'un ballon flottant, à adresser une passe très profonde dans la course de Roberto Carlos. Le ballon court vers la sortie de but lorsque soudain, Roberto Carlos rattrape le ballon et exécute un modèle de centre-tir, de l'extérieur du pied gauche, qui alors que le ballon était presque au poteau de corner, part avec un léger effet rentrant pour s'engouffrer dans la lucarne opposée du gardien totalement stupéfait.

### En équipe nationale du Brésil (1992-2006)
Roberto Carlos débute très jeune en sélection, à seulement 19 ans, le 26 février 1992 contre les États-Unis.  
Il est finaliste de la Copa América en 1995 perdue aux tirs au but face l’Uruguay. Il remporte cependant la compétition en 1997 face à la Bolivie. 
Lors du Tournoi de France contre l'équipe organisatrice, un coup franc est sifflé pour la seleçao et Roberto Carlos place son ballon, à plus de 30 mètres du but, légèrement décalé sur la droite. Après sa course d’élan si singulière, le canonnier brésilien décoche une frappe puissante de l’extérieur du pied gauche qui contourne le mur par la droite. Le ballon semble non cadré mais n’en finit plus de tourner et termine sa course dans les filets à la suite d'un poteau rentrant sous les yeux d’un Fabien Barthez incrédule. Ce coup franc avait eu un tel retentissement que de nombreux scientifiques s'étaient penchés sur cette courbe extraordinaire. Christophe Clanet et David Quéré de l'ESPCI ParisTech et l'École polytechnique ont établi l’équation du spiraloïde décrit par une sphère en rotation sur elle-même lancée dans un fluide. C’est une spirale dont la courbure augmente à mesure que la sphère se déplace.
En 1998, il échoue en finale de la Coupe du Monde face à l’équipe de France. Il commet une erreur de relance qui offre aux Bleus le corner amenant le premier but de la France. Il remporte une deuxième Copa América en 1999, face à l’Uruguay. Il atteint les étoiles du football en 2002 lors de sa victoire en Coupe du Monde face à l’Allemagne. Il prend également au passage deux Coupe des Confédérations en1997 et 2005. Il échoue pour son dernier tournoi lors de la Coupe du monde 2006 face à l'équipe de France (0-1) en quart de finale, qui est également son dernier match avec le Brésil.

### Fin de carrière (2009-2015)
Le 2 décembre 2009, Roberto Carlos décide de rentrer au pays et signe aux Corinthians, il quitte alors la Turquie et le Fenerbahçe. Son contrat commence le 31 décembre 2009, et durera 2 ans. Le 16 janvier 2011, Roberto Carlos dispute son premier match de l'année. Après un déboulé de 40 mètres, qu'il affectionne tant, sur l'aile gauche, il voit son centre-tir au premier poteau détourné en corner par le gardien. Alors que les joueurs se placent dans la surface, il s'aperçoit que le gardien adverse anticipe un centre dans le paquet. Il déclenche immédiatement une frappe à mi-hauteur, brossée de l'extérieur du pied, qui finit sa course dans le petit filet opposé. À presque 38 ans, Roberto Carlos, titulaire dans l'équipe vice-championne du Brésil, prouve encore une fois qu'il n'a rien perdu des qualités qui l'ont rendu célèbre.
En février 2011, son contrat avec le club brésilien est résilié et il signe dans la foulée en faveur du club russe de l'Anji Makhatchkala pour deux ans et 9 millions d'euros par saison. Le 29 septembre 2011, il devient entraîneur-joueur de l'équipe, en duo avec Andreï Gordeev, à la suite du licenciement de Gadzhi Gadzhiyev. En mars 2012, Roberto Carlos ne figure pas sur la liste des joueurs de l'Anzhi Makhachkala retenus par le nouvel entraîneur Guus Hiddink pour la deuxième partie de saison du championnat russe. Le 2 août 2012, il met fin à sa carrière de footballeur.
En juin 2015, il annonce qu'il devient joueur-entraîneur en Inde, pour le Delhi Dynamos. Il perd son premier match d'entraîneur-joueur le 5 octobre 2015 0-2 face au FC Goa.

## Style de joueur

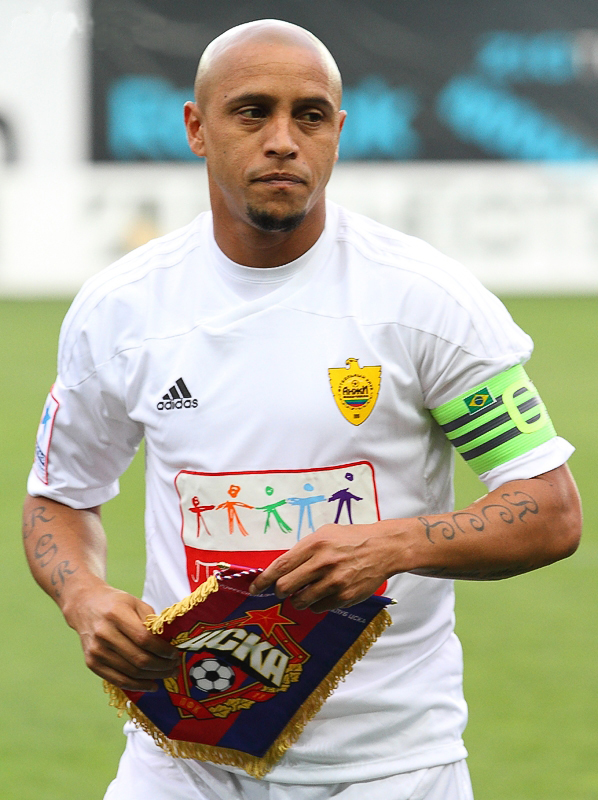
Roberto Carlos en 2011

Pur gaucher, Roberto Carlos possède une technique naturelle et une grande vitesse. Mais s'il est un domaine où le Brésilien excelle, c'est la frappe de balle. Un domaine où il sait se montrer précis en plus de sa puissance. S'appuyant sur un bon timing, il possède également un honnête jeu de tête. Souvent happé par les espaces sur son couloir gauche, il témoigne d'un grand souffle, endurant et résistant aux efforts et à leur répétition. Dur au mal, malgré ses aller-retour au Brésil, il est rarement blessé.
Défenseur gauche nominal, il devient vite milieu ou même attaquant. Un poste plus intéressant quand son équipe domine, mais qui peut s'avérer difficile à gérer quand elle subit. Souvent en position offensive, à la création du jeu, il doit redoubler d'efforts pour bien se replacer. Volontaire et perfectionniste, il est un leader moral pour sa formation. Joueur au fort tempérament, compétiteur et gagneur, il parvient à se surpasser dans les moments difficiles. Dans les duels, néanmoins, il donne à penser qu'il est davantage méchant et sanguin qu'agressif, avec un contrôle de soi parfois mal géré.

## Statistiques

### Par saison en club
Ce tableau résume les statistiques en carrière de Roberto Carlos,.
| Saison                | Club                  | Championnat           | Championnat | Championnat | Championnat | Coupe(s) nationale(s) | Coupe(s) nationale(s) | Coupe(s) nationale(s) | Supercoupe | Supercoupe | Supercoupe | Compétition(s) continentale(s) | Compétition(s) continentale(s) | Compétition(s) continentale(s) | Compétition(s) continentale(s) | Ligue régional | Ligue régional | Ligue régional | Supercoupe UEFA / CdM des clubs | Supercoupe UEFA / CdM des clubs | Supercoupe UEFA / CdM des clubs | Total | Total | Total |
| Saison                | Club                  | Division              | M.          | B.          | P.d.        | M.                    | B.                    | P.d.                  | M.         | B.         | P.d.       | Comp.                          | M.                             | B.                             | P.d.                           | M.             | B.             | P.d.           | M.                              | B.                              | P.d.                            | M.    | B.    | P.d.  |
| 1992                  | União São João        | Série B               | 33          | 10          | -           | -                     | -                     | -                     | -          | -          | -          | -                              | -                              | -                              | -                              | -              | -              | -              | -                               | -                               | -                               | 33    | 10    | 0     |
| 1993                  | SE Palmeiras          | Série A               | 20          | 1           | -           | 5                     | 0                     | -                     | -          | -          | -          | -                              | -                              | -                              | -                              | 40             | 5              | -              | -                               | -                               | -                               | 65    | 6     | 0     |
| 1994                  | SE Palmeiras          | Série A               | 24          | 2           | -           | 3                     | 0                     | -                     | -          | -          | -          | CL                             | 6                              | 1                              | -                              | 27             | 0              | -              | -                               | -                               | -                               | 60    | 3     | 0     |
| 1995                  | SE Palmeiras          | Série A               | -           | -           | -           | 4                     | 1                     | -                     | -          | -          | -          | CL                             | 10                             | 2                              | -                              | 23             | 3              | -              | -                               | -                               | -                               | 37    | 6     | 0     |
| Sous-total            | Sous-total            | Sous-total            | 44          | 3           | -           | 12                    | 1                     | -                     | -          | -          | -          | -                              | 16                             | 3                              | -                              | 90             | 8              | -              | -                               | -                               | -                               | 162   | 15    | 0     |
| 1995-1996             | Inter Milan           | Serie A               | 30          | 5           | 5           | 2                     | 1                     | 0                     | -          | -          | -          | C3                             | 2                              | 1                              | 0                              | -              | -              | -              | -                               | -                               | -                               | 34    | 7     | 5     |
| Sous-total            | Sous-total            | Sous-total            | 30          | 5           | 5           | 2                     | 1                     | 0                     | -          | -          | -          | -                              | 2                              | 1                              | 0                              | -              | -              | -              | -                               | -                               | -                               | 34    | 7     | 5     |
| 1996-1997             | Real Madrid           | Liga                  | 37          | 5           | 2           | 5                     | 0                     | 1                     | -          | -          | -          | -                              | -                              | -                              | -                              | -              | -              | -              | -                               | -                               | -                               | 42    | 5     | 3     |
| 1997-1998             | Real Madrid           | Liga                  | 35          | 4           | 8           | 1                     | 1                     | 0                     | 2          | 0          | 0          | C1                             | 9                              | 2                              | 5                              | -              | -              | -              | -                               | -                               | -                               | 47    | 7     | 13    |
| 1998-1999             | Real Madrid           | Liga                  | 35          | 5           | 10          | 4                     | 0                     | 0                     | 1          | 0          | 0          | C1                             | 8                              | 0                              | 1                              | -              | -              | -              | 1                               | 0                               | 0                               | 49    | 5     | 11    |
| 1999-2000             | Real Madrid           | Liga                  | 35          | 4           | 8           | 3                     | 0                     | 0                     | -          | -          | -          | C1                             | 17                             | 4                              | 5                              | -              | -              | -              | 3                               | 0                               | 1                               | 58    | 8     | 14    |
| 2000-2001             | Real Madrid           | Liga                  | 36          | 5           | 7           | -                     | -                     | -                     | 1          | 1          | 0          | C1                             | 14                             | 4                              | 3                              | -              | -              | -              | 1                               | 0                               | 0                               | 52    | 10    | 10    |
| 2001-2002             | Real Madrid           | Liga                  | 31          | 3           | 5           | 6                     | 1                     | 0                     | 2          | 0          | 0          | C1                             | 13                             | 2                              | 4                              | -              | -              | -              | -                               | -                               | -                               | 52    | 6     | 9     |
| 2002-2003             | Real Madrid           | Liga                  | 37          | 5           | 7           | 1                     | 0                     | 0                     | 1          | 0          | 0          | C1                             | 15                             | 1                              | 3                              | -              | -              | -              | 1                               | 1                               | 1                               | 55    | 7     | 11    |
| 2003-2004             | Real Madrid           | Liga                  | 32          | 5           | 5           | 7                     | 1                     | 3                     | 2          | 0          | 1          | C1                             | 8                              | 2                              | 1                              | -              | -              | -              | -                               | -                               | -                               | 49    | 8     | 10    |
| 2004-2005             | Real Madrid           | Liga                  | 34          | 3           | 5           | 2                     | 0                     | 0                     | -          | -          | -          | C1                             | 10                             | 1                              | 1                              | -              | -              | -              | -                               | -                               | -                               | 46    | 4     | 6     |
| 2005-2006             | Real Madrid           | Liga                  | 35          | 5           | 6           | 3                     | 1                     | 0                     | -          | -          | -          | C1                             | 7                              | 0                              | 0                              | -              | -              | -              | -                               | -                               | -                               | 45    | 6     | 6     |
| 2006-2007             | Real Madrid           | Liga                  | 23          | 3           | 2           | 1                     | 0                     | 0                     | -          | -          | -          | C1                             | 8                              | 0                              | 1                              | -              | -              | -              | -                               | -                               | -                               | 32    | 3     | 3     |
| Sous-total            | Sous-total            | Sous-total            | 370         | 47          | 63          | 33                    | 4                     | 4                     | 9          | 1          | 1          | -                              | 109                            | 16                             | 24                             | -              | -              | -              | 6                               | 1                               | 2                               | 527   | 69    | 94    |
| 2007-2008             | Fenerbahçe            | SL                    | 22          | 2           | 4           | 3                     | 0                     | 0                     | 1          | 0          | 0          | C1                             | 9                              | 0                              | 0                              | -              | -              | -              | -                               | -                               | -                               | 35    | 2     | 4     |
| 2008-2009             | Fenerbahçe            | SL                    | 32          | 4           | 7           | 8                     | 2                     | 0                     | -          | -          | -          | C1                             | 10                             | 1                              | 0                              | -              | -              | -              | -                               | -                               | -                               | 50    | 7     | 7     |
| jui-dec 2009          | Fenerbahçe            | SL                    | 11          | 0           | 1           | -                     | -                     | -                     | -          | -          | -          | C3                             | 8                              | 1                              | 0                              | -              | -              | -              | -                               | -                               | -                               | 19    | 1     | 1     |
| Sous-total            | Sous-total            | Sous-total            | 65          | 6           | 12          | 11                    | 2                     | 0                     | 1          | 0          | 0          | -                              | 27                             | 2                              | 0                              | -              | -              | -              | -                               | -                               | -                               | 104   | 10    | 12    |
| 2010                  | Corinthians           | Série A               | 35          | 1           | 9           | -                     | -                     | -                     | -          | -          | -          | CL                             | 8                              | 0                              | 2                              | 14             | 3              | -              | -                               | -                               | -                               | 57    | 4     | 11    |
| 2011                  | Corinthians           | Série A               | -           | -           | -           | -                     | -                     | -                     | -          | -          | -          | CL                             | 1                              | 0                              | 0                              | 3              | 1              | -              | -                               | -                               | -                               | 4     | 1     | 0     |
| Sous-total            | Sous-total            | Sous-total            | 35          | 1           | 9           | -                     | -                     | -                     | -          | -          | -          | -                              | 9                              | 0                              | 2                              | 17             | 4              | -              | -                               | -                               | -                               | 61    | 5     | 11    |
| 2011-2012             | FK Anji Makhatchkala  | RPL                   | 25          | 4           | 4           | 3                     | 1                     | 0                     | -          | -          | -          | -                              | -                              | -                              | -                              | -              | -              | -              | -                               | -                               | -                               | 28    | 5     | 4     |
| 2015                  | Delhi Dynamos         | ISL                   | 4           | 0           | 0           | -                     | -                     | -                     | -          | -          | -          | -                              | -                              | -                              | -                              | -              | -              | -              | -                               | -                               | -                               | 4     | 0     | 0     |
| Total sur la carrière | Total sur la carrière | Total sur la carrière | 605         | 76          | 93          | 61                    | 9                     | 0                     | 10         | 1          | 1          | -                              | 163                            | 22                             | 25                             | 107            | 12             | 0              | 6                               | 1                               | 2                               | 952   | 121   | 121   |

### En sélection nationale
| Saison                | Sélection             | Phases finales                                       | Phases finales | Phases finales | Phases finales | Éliminatoires CDM | Éliminatoires CDM | Éliminatoires CDM | Matchs amicaux | Matchs amicaux | Matchs amicaux | Total | Total | Total |
| Saison                | Sélection             | Compétition                                          | M              | B              | Pd             | M                 | B                 | Pd                | M              | B              | Pd             | M     | B     | Pd    |
| --------------------- | --------------------- | ---------------------------------------------------- | -------------- | -------------- | -------------- | ----------------- | ----------------- | ----------------- | -------------- | -------------- | -------------- | ----- | ----- | ----- |
| 1991-1992             | Brésil                | -                                                    | -              | -              | -              | -                 | -                 | -                 | 4              | 0              | 0              | 4     | 0     | 0     |
| 1992-1993             | Brésil                | Copa América 1993                                    | 4              | 0              | 0              | -                 | -                 | -                 | 4              | 0              | 0              | 8     | 0     | 0     |
| 1994-1995             | Brésil                | Copa América 1995                                    | 6              | 0              | 1              | -                 | -                 | -                 | 5              | 1              | 3              | 11    | 1     | 4     |
| 1995-1996             | Brésil                | -                                                    | -              | -              | -              | -                 | -                 | -                 | 2              | 0              | 0              | 2     | 0     | 0     |
| 1996-1997             | Brésil                | Copa América 1997                                    | 5              | 0              | 2              | -                 | -                 | -                 | 7              | 2              | 2              | 12    | 2     | 4     |
| 1997-1998             | Brésil                | Coupe des confédérations 1997 + Coupe du monde 1998  | 4+7            | 0              | 0              | -                 | -                 | -                 | 5              | 0              | 2              | 16    | 0     | 2     |
| 1998-1999             | Brésil                | Copa América 1999 + Coupe des confédérations 1999    | 6+.            | 0+.            | 1+.            | -                 | -                 | -                 | 3              | 1              | 1              | 9     | 1     | 2     |
| 1999-2000             | Brésil                | -                                                    | -              | -              | -              | 6                 | 0                 | 1                 | 6              | 1              | 1              | 12    | 1     | 2     |
| 2000-2001             | Brésil                | Coupe des confédérations 2001 4e + Copa América 2001 | -              | -              | -              | 2                 | 0                 | 0                 | 1              | 0              | 0              | 3     | 0     | 0     |
| 2001-2002             | Brésil                | Coupe du monde 2002                                  | 6              | 1              | 1              | 4                 | 0                 | 0                 | 4              | 1              | 1              | 14    | 2     | 2     |
| 2002-2003             | Brésil                | Coupe des confédérations 2003                        | -              | -              | -              | -                 | -                 | -                 | 4              | 0              | 0              | 4     | 0     | 0     |
| 2003-2004             | Brésil                | Copa América 2004                                    | -              | -              | -              | 5                 | 0                 | 1                 | 4              | 1              | 1              | 9     | 1     | 2     |
| 2004-2005             | Brésil                | Coupe des confédérations 2005                        | -              | -              | -              | 8                 | 1                 | 0                 | 3              | 1              | 0              | 11    | 2     | 0     |
| 2005-2006             | Brésil                | Coupe du monde 2006                                  | 4              | 0              | 0              | 2                 | 1                 | 0                 | 4              | 0              | 1              | 10    | 1     | 1     |
| Total sur la carrière | Total sur la carrière | Total sur la carrière                                | 42             | 1              | 5              | 27                | 2                 | 2                 | 56             | 8              | 12             | 125   | 11    | 19    |

### Buts en Équipe du Brésil
| Buts en sélections de Robert Carlos | Buts en sélections de Robert Carlos | Buts en sélections de Robert Carlos | Buts en sélections de Robert Carlos | Buts en sélections de Robert Carlos | Buts en sélections de Robert Carlos | Buts en sélections de Robert Carlos     |
| #                                   | Date                                | Lieu                                | Adversaire                          | Score                               | Résultats                           | Compétitions                            |
| ----------------------------------- | ----------------------------------- | ----------------------------------- | ----------------------------------- | ----------------------------------- | ----------------------------------- | --------------------------------------- |
| 1                                   | 6 juin 1995                         | Goodison Park, Liverpool            | Japon                               | 3-0                                 | 3-0                                 | Coupe Umbro                             |
| 2                                   | 3 juin 1997                         | Stade Gerland, Lyon                 | France                              | 1-0                                 | 1-1                                 | Tournoi de France                       |
| 3                                   | 8 juin 1997                         | Stade Gerland, Lyon                 | Italie                              | 1-2                                 | 3-3                                 | Tournoi de France                       |
| 4                                   | 26 juin 1999                        | Arena da Baixada, Curitiba          | Lettonie                            | 2-0                                 | 3-0                                 | Match amical                            |
| 5                                   | 9 octobre 1999                      | Amsterdam Arena, Amsterdam          | Pays-Bas                            | 1-0                                 | 2-2                                 | Match amical                            |
| 6                                   | 9 août 2001                         | Arena da Baixada, Curitiba          | Panama                              | 5-0                                 | 5-0                                 | Match amical                            |
| 7                                   | 8 juin 2002                         | Jeju World Cup Stadium, Seogwipo    | Chine                               | 1-0                                 | 4-0                                 | Coupe du monde 2002                     |
| 8                                   | 12 octobre 2003                     | Walkers Stadium, Leicester          | Jamaïque                            | 1-0                                 | 1-0                                 | Match amical                            |
| 9                                   | 9 février 2005                      | Hong Kong Stadium, Hong Kong        | Hong Kong                           | 2-0                                 | 7-1                                 | Carlsberg Cup 2005                      |
| 10                                  | 8 juin 2005                         | River Plate Stadium, Buenos Aires   | Argentine                           | 1-3                                 | 1-3                                 | Éliminatoires de la Coupe du monde 2006 |
| 11                                  | 12 octobre 2005                     | Estádio da Curuzú, Belém            | Venezuela                           | 2-0                                 | 3-0                                 | Éliminatoires de la Coupe du monde 2006 |

## Palmarès

### En club
Avec Palmeiras
- Champion du Brésil en 1993 et 1994

Avec le Real Madrid
- Champion d'Espagne en 1997, 2001, 2003 et 2007
- Vainqueur de la Ligue des champions en 1998, 2000 et 2002
- Vainqueur de la Coupe Intercontinentale en 1998 et 2002
- Vainqueur de la Supercoupe de l'UEFA en 2002
- Vainqueur de la Supercoupe d'Espagne en 1997, 2001 et 2003
- Finaliste de la Coupe Intercontinentale en 2000
- Finaliste de la Supercoupe de l'UEFA en 2000
- Finaliste de la Coupe d'Espagne en 2002 et 2004

Avec Fenerbahçe
- Vainqueur de la Supercoupe de Turquie en 2007

### En équipe du Brésil
- 125 sélections et 11 buts entre 1992 et 2006
- Première sélection le 26 février 1992 : Brésil 3 - 0 États-Unis
- Vainqueur de la Coupe du monde en 2002
- Vainqueur de la Copa América en 1997 et en 1999
- Vainqueur de la Coupe des Confédérations en 1997 et en 2005
- Finaliste de la Coupe du monde en 1998
- Finaliste de la Copa América en 1995
- Finaliste de la Coupe des Confédérations en 1999
- Finaliste de la Coupe du monde des moins de 20 ans en 1991
- Participation à la Copa América en 1993 (1/4 de finaliste), en 1995 (Finaliste), en 1997 (Vainqueur) et en 1999 (Vainqueur)
- Participation à la Coupe du monde en 1998 (Finaliste), en 2002 (Vainqueur) et en 2006 (1/4 de finaliste)
- Nombre de matchs en Copa América : 17 (6 en 1995, 5 en 1997 et 6 en 1999)
- Nombre de matchs en Coupe du monde : 17 (6 en 1998, 7 en 2002 et 4 en 2006)

### Distinctions personnelles
- 2e au Ballon d'or 2002
- 2e Meilleur footballeur de l'année FIFA en 1997
- Meilleur défenseur de l'année UEFA en 2002 et 2003
- Meilleur latéral gauche du Championnat brésilien en 2010
- Ballon d'argent brésilien en 1993 et 1994
- Golden Foot en 2008
- Nommé dans la Dream Team FIFA en 2002[17]
- Nommé au FIFA 100 en 2004
- Nommé dans l'équipe type de la Coupe du monde 1998 et 2002
- Nommé dans l'équipe type de l'année UEFA en 2002 et 2003
- Élu meilleur joueur de Supercoupe de l'UEFA en 2002
- Meilleur joueur sud-américain du championnat espagnol (trophée EFE) en 1998
- Meilleur passeur de la Ligue des champions en 1998
- Nommé 4e meilleur joueur de l'histoire du Real Madrid (d'après un sondage réalisé sur le site du Club), derrière Di Stéfano, Zidane et Raúl en 2008